# Katja Eichinger

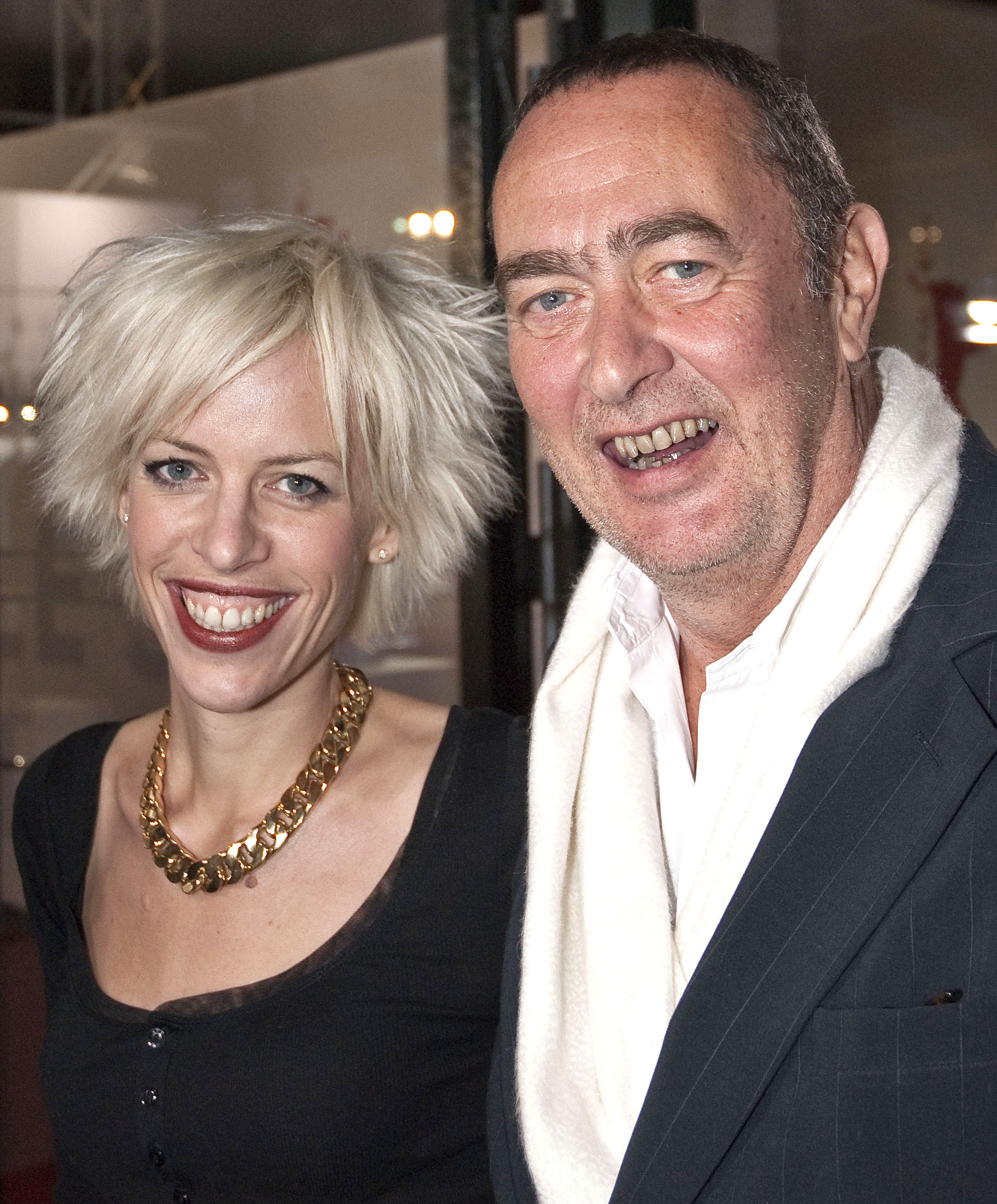
Katja Eichinger mit ihrem Ehemann Bernd Eichinger auf der Berlinale 2008

Katja Eichinger, geborene Hofmann (* 20. April 1971 in Volkmarsen) ist eine deutsche Journalistin, Autorin und Produzentin.

## Werdegang
Als Kind lernte sie Klavier und Geige spielen und verdiente erstes Geld zudem als begeisterte Bach-Organistin.
Katja Hofmann besuchte die Schule in Kassel und ging nach dem  Abitur nach London, wo sie am British Film Institute Kommunikationswissenschaften und Filmtheorie studierte. Ursprünglich wollte sie Kunst in Berlin studieren.
Im Londoner Bezirk Camden Town verkehrte Katja Eichinger ab 1990 in der dortigen Punk- und Gothic-Szene. Sie arbeitete als Drehbuchlektorin und Pressereferentin in den USA. Danach war sie in London als Filmjournalistin tätig und schrieb unter anderem für Variety, Esquire und die Financial Times, in Deutschland für Vogue und die Frankfurter Allgemeine Zeitung. 2008 schrieb sie zum Spielfilm Der Baader Meinhof Komplex ein Buch mit dem Titel Der Baader-Meinhof-Komplex. Das Buch zum Film, das sich eng am gleichnamigen Buch von Stefan Aust orientiert.
Von Dezember 2006 bis zu seinem Tod durch einen Herzinfarkt am 24. Januar 2011 war sie mit dem Filmproduzenten Bernd Eichinger (1949–2011) verheiratet. Im September 2012 veröffentlichte sie eine Biografie über ihn.
Für die Serie Asbest (2023) hat Katja Eichinger das Drehbuch geschrieben.
Sie wohnt in München und an der Côte d’Azur.

## Schriften
- Der Baader-Meinhof-Komplex. Das Buch zum Film. Hoffmann und Campe, Hamburg 2008, ISBN 978-3-455-50096-7.
- BE. Hoffmann und Campe, Hamburg 2012, ISBN 978-3-455-50253-4.
- Amerikanisches Solo. Metrolit, Berlin 2014, ISBN 978-3-8493-0336-5.
- Mode und andere Neurosen: Essays, mit Fotografien von Christian Werner, Blumenbar, Berlin 2020, ISBN 978-3-351-05078-8.
- Liebe und andere Neurosen. Essays, Blumenbar, Berlin 2022, ISBN 978-3-351-05096-2.
- Das große Blau: Côte d’Azur, mit Fotografien von Christian Werner, Blumenbar, Berlin 2024, ISBN 978-3-351-05122-8